# Cistus populifolius subsp. populifolius
Cistus populifolius subsp. populifolius é uma subespécie de planta com flor pertencente à família Cistaceae. 
A autoridade científica da subespécie é L., tendo sido publicada em Sp. Pl. 523 (1753).
Os seus nomes comuns são esteva-macho, estêvão ou estevão.

## Portugal
Trata-se de uma subespécie presente no território português, nomeadamente em Portugal Continental.
Em termos de naturalidade é nativa da região atrás indicada.

## Protecção
Não se encontra protegida por legislação portuguesa ou da Comunidade Europeia.